# Luxemburg-ház
A Luxemburgi-ház alapítója Luxemburg grófja, Henrik volt 1308-ban, ki ekkortájt szerezte meg a Német-római Birodalom trónját. A dinasztiából kikerültek cseh, illetve magyar királyok is. Luxemburgi Zsigmond halála után a Habsburgok szerezték meg a császári címet, amit aztán több évszázadig meg is tartottak. A Luxemburgi-ház ezután már nem játszott kiemelkedő szerepet a történelemben, rövidesen ki is halt.
Híresebb tagjai:
- VII. Henrik (1274–1313) – Luxemburg grófja, német-római császár, a Luxemburgi-dinasztia megalapítója
  - Luxemburgi Vak János (1296–1346) – VII. Henrik fia, Csehország királya
    - IV. Károly (1316–1378) – Luxemburgi János fia, Csehország királya (I. Károly néven) és német-római császár
      - Vencel (1361–1419) – IV. Károly fia, Csehország királya (IV. Vencel néven), német-római császár ("rómaiak királya")
      - I. Zsigmond (1368–1437) – IV. Károly fia, Csehország, Magyarország és Horvátország királya, német-római császár
        - Erzsébet (1409–1442) magyar királyné – V. Albert osztrák herceg (II. Albertként német-római császár, I. Albertként magyar király) felesége.
        - Feltételezett fattyú ág: Hunyadi János (~1407–1456) – Zsigmond király (feltételezett) természetes fia, I. Mátyás apja, Magyarország kormányzója
          - I. Mátyás (1443–1490) – magyar és cseh király
            - Corvin János (1473–1504) – magyar trónkövetelő, I. Mátyás (törvényesített) természetes fia, horvát és szlavón bán
              - Corvin Kristóf (1499–1505) – Corvin János fia
              - Corvin Erzsébet (1496–1508) – Corvin János leánya, Szapolyai György jegyese